# Nazionale maschile di pallacanestro della Nuova Caledonia
La nazionale di pallacanestro della Nuova Caledonia è la rappresentativa cestistica della Nuova Caledonia ed è posta sotto l'egida della Federazione cestistica della Nuova Caledonia.
Ha preso parte ai FIBA Oceania Championship 1997 giungendo terza.

## Piazzamenti

### Campionati oceaniani
- 1997 -  3°